# Cryptonomicon
Cryptonomicon er en roman fra 1999 skrevet af Neal Stephenson. 1. del af bogen (ISBN 978-87-991569-1-7) er udkommet på dansk 17. december 2007, på forlaget Hexameter.
| Bog | Spire Denne artikel om bøger og tidsskrifter er en spire som bør udbygges. Du er velkommen til at hjælpe Wikipedia ved at udvide den. |